# Тулуа
Тулуа (на испански: Tuluá) е град в департамент Вале дел Каука, Западна Колумбия. Населението му е 187 100 жители, по оценка за 2017 г. по оценка за 2017 г. Основан е през 1639 г. Площта му е 910,55 кв. км. Намира се на 966 м н.в. на 80 км от град Кали (1 час и 20 мин. път) и на 430 км от столицата Богота (8 часа път). Средната температура е 24 °C. Побратимен е с град Чиликоти (щат Охайо, САЩ).